# Michael Stourdza

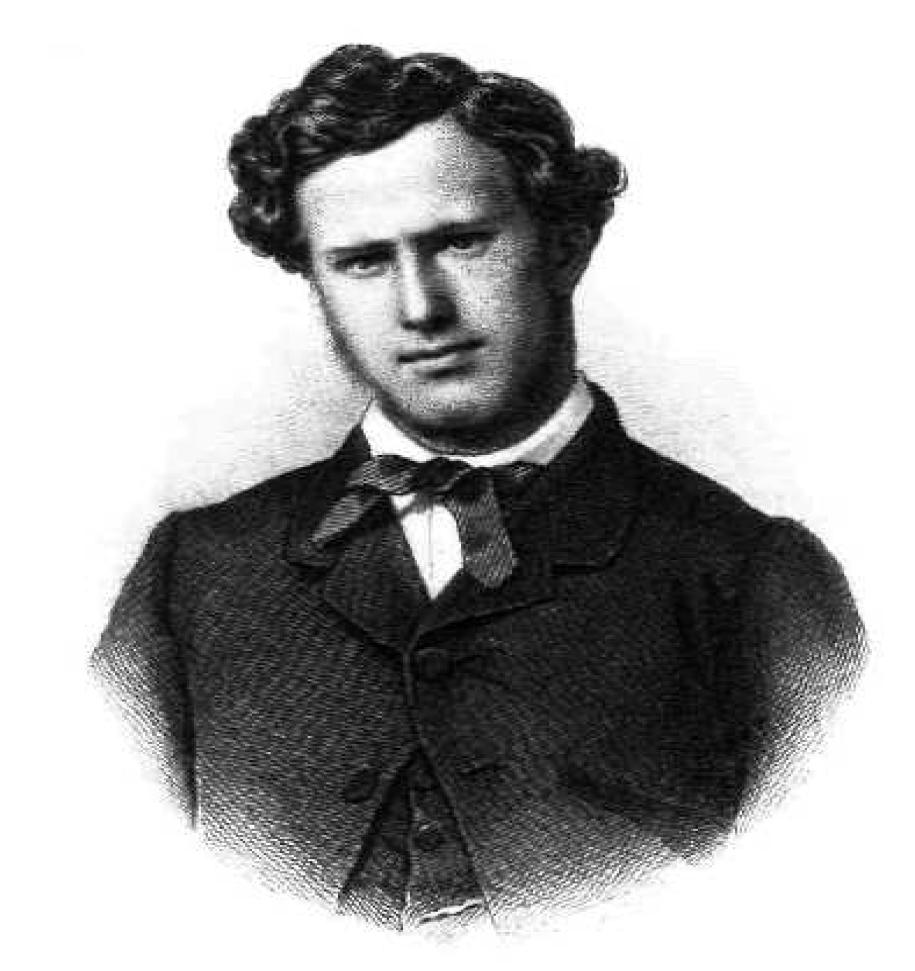
Porträt aus einer zeitgenössischen griechischen Zeitschrift

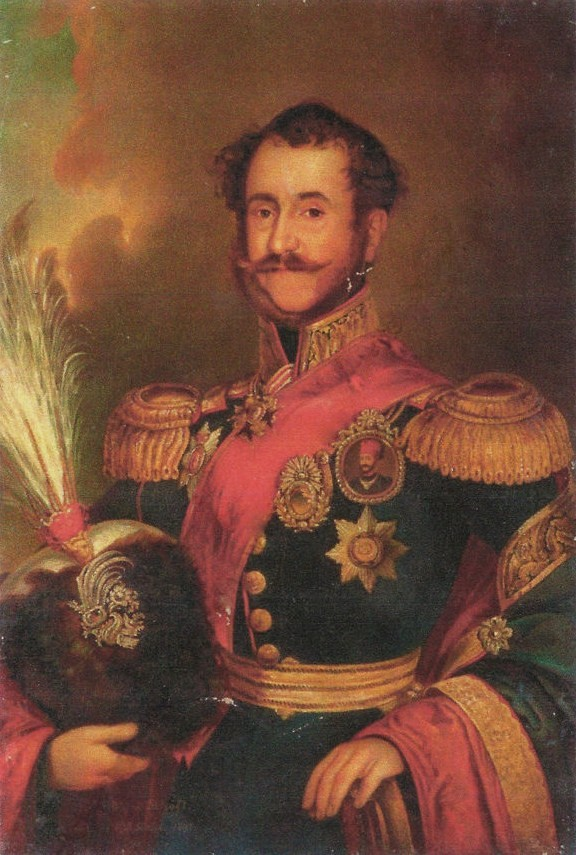
Moldauischer Fürst von 1834 bis 1849

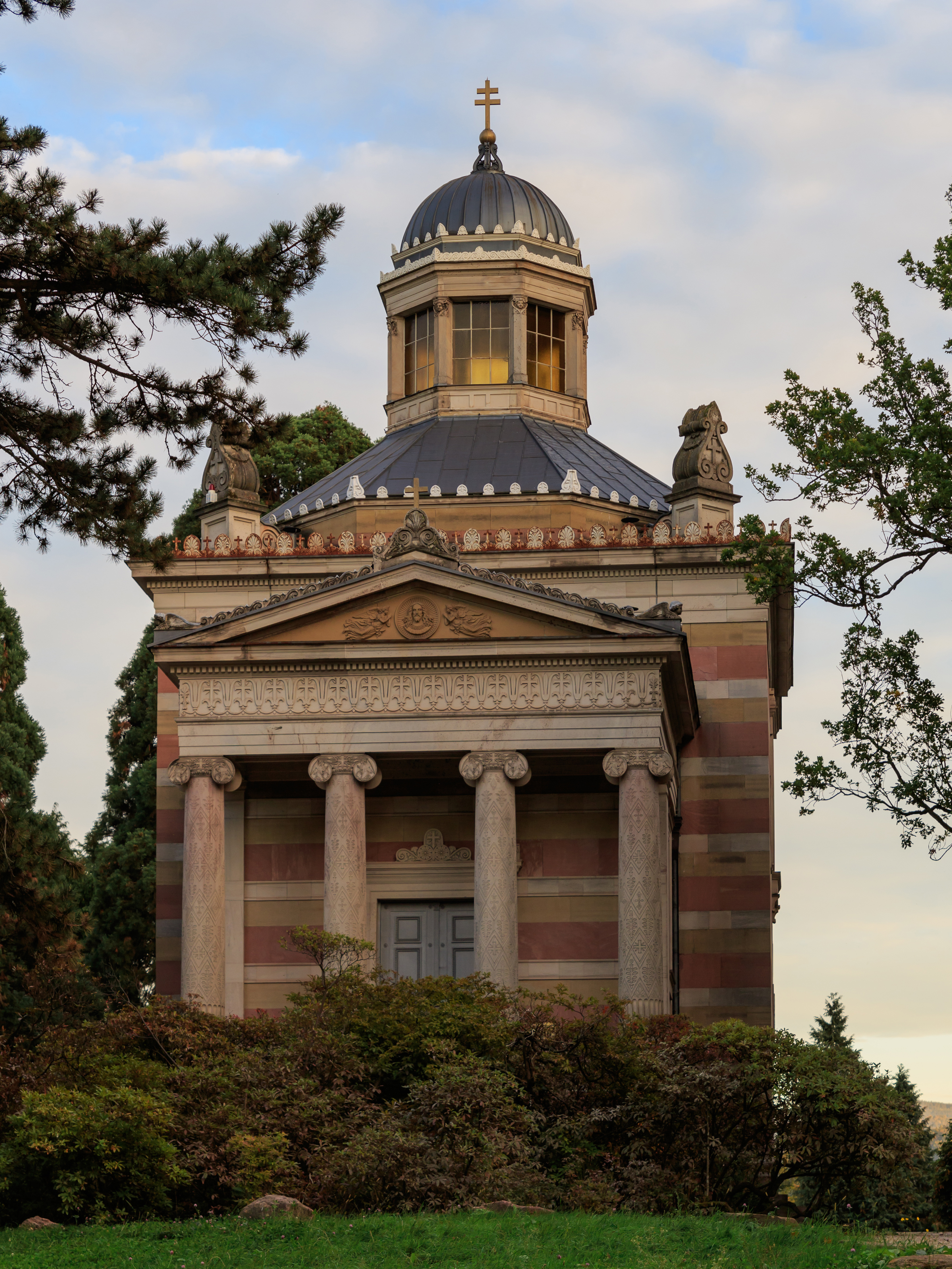
Stourdza-Kapelle in Baden-Baden

Michael Stourdza oder Michail Stourtzas, auch Mihail Sturdza (griechisch Μιχαήλ Στούρτζας; * 1794 in Jassy; † 8. Mai 1884 in Paris) war ein moldauischer Fürst griechischer Herkunft und Ehrenbürger von Baden-Baden.

## Leben und Wirken
Die Familie Stourdza war eine phanariotische griechische Familie. Die Eltern von Michail Stourdza zogen aus Konstantinopel in das Fürstentum Moldau. Stourdza wurde von einem französischen Hauslehrer unterrichtet, sprach bald acht Sprachen und war für seine Bildung bekannt, was ihm eine Tätigkeit im Staatsdienst ermöglichte. Sein Großvater mütterlicherseits war Kanzler unter Fürst Skarlatos Kallimachi (Scarlat Calimah), so konnte er sich an der Entstehung des 1817 erschienenen moldauischen Gesetzbuchs beteiligen.
1834 wurde Michael Stourdza zum Fürsten der Moldau gewählt. Nach dem Vertrag von Balta-Limani 1849 musste er zurücktreten. Er nahm seinen Wohnsitz in Paris.
Er war zwei Mal verheiratet: mit seiner ersten Frau Rosetti hatte er zwei Söhne (Gregor und Demeter Michael), seine zweite Frau Smaragda (Tochter des bulgarischen Adligen Stefan Bogoridi), 21 Jahre jünger als er, gebar einen Sohn Michael und eine Tochter Maria. Alle drei Söhne studierten lt. den entsprechenden Matrikeln ab 1857  gemeinsam einige Semester in Berlin an der Humboldt-Universität.
Ab 1854 verbrachte die Familie die Sommermonate in Baden-Baden, wo die Familie das Palais Stourdza an der Lichtentaler Straße gebaut hatte. Im Juni 1863 starb sein Sohn Michael Stourdza Junior, gerade 16-jährig. Der Vater stiftete zum Andenken der Stulzschen Waisenanstalt in Lichtental 10.000 Gulden sowie dem Krankenhaus Baden-Baden 4.000 Gulden. Bestattet wurde er am nach dem Sohn benannten Michaelsberg, wo eine griechisch-orthodoxe Stourdza-Kapelle gebaut wurde. Er legte dort auch einen Park für die Allgemeinheit an. Die Kapelle wurde von Leo von Klenze entworfen und sollte der gesamten Familie als Begräbnisort, aber auch für Gottesdienste nach griechisch-orthodoxen Riten dienen. Sie wurde am 25. Oktober 1866 eingeweiht. Seine Tochter heiratete Konstantin Alexandrowitsch Fürst Gortschakow und zog ins Russische Kaiserreich.
Stourdza hinterließ ein riesiges Vermögen, über dessen Verteilung seine Angehörigen nach seinem Tod etliche Prozesse gegeneinander führten.

## Ehrungen in Baden-Baden
- Ehrenbürgerschaft, 1872
- Michaelsberg mit der mittlerweile rumänisch-orthodoxen Stourdza-Kapelle
- Michaelstunnel
- Stourdzastraße